# أندريه كونت-سبونفيل
أندريه كونت-سبونفيل (بالفرنسية: André Comte-Sponville) ـ (ولد في 12 مارس 1952) هو فيلسوف وكاتب فرنسي، ولد في باريس، وتلقى تعليمه في المدرسة العليا للأساتذة، وهو عضو في اللجنة الاستشارية الوطنية للإتيقا (بالفرنسية: Comité consultatif national d'éthique).

## من أشهر مؤلفاته
- رسالة صغيرة عن الفضائل الكبيرة (بالفرنسية: Petit Traité des Grandes Vertus) ـ 1995.[1]
- هل الرأسمالية أخلاقية؟ (بالفرنسية: Le capitalisme est-il moral?) ـ 2004
- روح الإلحاد (بالفرنسية: L'esprit de l'athéisme) ـ 2006

## روابط خارجية
- أندريه كونت-سبونفيل على موقع ميوزك برينز (الإنجليزية)